# Governador Edison Lobão
Governador Edison Lobão är en kommun i Brasilien.   Den ligger i delstaten Maranhão, i den centrala delen av landet, 1 100 km norr om huvudstaden Brasília. Antalet invånare är 15 895.
Omgivningarna runt Governador Edison Lobão är huvudsakligen savann. Runt Governador Edison Lobão är det glesbefolkat, med 14 invånare per kvadratkilometer.